# Kurti
Le kurti (ou kuruti, ou kuruti-pare ou ndrugul) est une des langues des îles de l'Amirauté, parlée par 3 000 locuteurs en  province de Manus, sur la côte centrale du nord. La plupart parlent aussi le tok pisin, l'anglais, le kele ou le mondropolon.